# Hydrocyphon aritai
Hydrocyphon aritai es una especie de coleóptero de la familia Scirtidae.

## Distribución geográfica
Habita en Taiwán.